# Monte Carlo Masters
Monte Carlo Masters – męski turniej tenisowy kategorii ATP Tour Masters 1000 zaliczany do cyklu ATP Tour. Rozgrywany od 1969 roku na kortach ziemnych w kompleksie tenisowym Monte Carlo Country Club w Roquebrune-Cap-Martin, w departamencie Alpy Nadmorskie, w regionie Prowansja-Alpy-Lazurowe Wybrzeże, we Francji.

## Mecze finałowe

### Gra pojedyncza
| Rok  | Zwycięzca                                    | Finalista                                    | Wynik                                        |
| 2025 | Carlos Alcaraz                               | Lorenzo Musetti                              | 3:6, 6:1, 6:0                                |
| 2024 | Stefanos Tsitsipas                           | Casper Ruud                                  | 6:1, 6:4                                     |
| 2023 | Andriej Rublow                               | Holger Rune                                  | 5:7, 6:2, 7:5                                |
| 2022 | Stefanos Tsitsipas                           | Alejandro Davidovich Fokina                  | 6:3, 7:6(3)                                  |
| 2021 | Stefanos Tsitsipas                           | Andriej Rublow                               | 6:3, 6:3                                     |
| 2020 | Turniej anulowano z powodu pandemii COVID-19 | Turniej anulowano z powodu pandemii COVID-19 | Turniej anulowano z powodu pandemii COVID-19 |
| 2019 | Fabio Fognini                                | Dušan Lajović                                | 6:3, 6:4                                     |
| 2018 | Rafael Nadal                                 | Kei Nishikori                                | 6:3, 6:2                                     |
| 2017 | Rafael Nadal                                 | Albert Ramos-Viñolas                         | 6:1, 6:3                                     |
| 2016 | Rafael Nadal                                 | Gaël Monfils                                 | 7:5, 5:7, 6:0                                |
| 2015 | Novak Đoković                                | Tomáš Berdych                                | 7:5, 4:6, 6:3                                |
| 2014 | Stan Wawrinka                                | Roger Federer                                | 4:6, 7:6(5), 6:2                             |
| 2013 | Novak Đoković                                | Rafael Nadal                                 | 6:2, 7:6(1)                                  |
| 2012 | Rafael Nadal                                 | Novak Đoković                                | 6:3, 6:1                                     |
| 2011 | Rafael Nadal                                 | David Ferrer                                 | 6:4, 7:5                                     |
| 2010 | Rafael Nadal                                 | Fernando Verdasco                            | 6:0, 6:1                                     |
| 2009 | Rafael Nadal                                 | Novak Đoković                                | 6:3, 2:6, 6:1                                |
| 2008 | Rafael Nadal                                 | Roger Federer                                | 7:5, 7:5                                     |
| 2007 | Rafael Nadal                                 | Roger Federer                                | 6:4, 6:4                                     |
| 2006 | Rafael Nadal                                 | Roger Federer                                | 6:2, 6:7(2), 6:3, 7:6(5)                     |
| 2005 | Rafael Nadal                                 | Guillermo Coria                              | 6:3, 6:1, 0:6, 7:5                           |
| 2004 | Guillermo Coria                              | Rainer Schüttler                             | 6:2, 6:1, 6:3                                |
| 2003 | Juan Carlos Ferrero                          | Guillermo Coria                              | 6:2, 6:2                                     |
| 2002 | Juan Carlos Ferrero                          | Carlos Moyá                                  | 7:5, 6:3, 6:4                                |
| 2001 | Gustavo Kuerten                              | Hiszam Arazi                                 | 6:3, 6:2, 6:4                                |
| 2000 | Cédric Pioline                               | Dominik Hrbatý                               | 6:4, 7:6(3), 7:6(6)                          |
| 1999 | Gustavo Kuerten                              | Marcelo Ríos                                 | 6:4, 2:1 krecz                               |
| 1998 | Carlos Moyá                                  | Cédric Pioline                               | 6:3, 6:0, 7:5                                |
| 1997 | Marcelo Ríos                                 | Àlex Corretja                                | 6:4, 6:3, 6:3                                |
| 1996 | Thomas Muster                                | Albert Costa                                 | 6:3, 5:7, 4:6, 6:3, 6:2                      |
| 1995 | Thomas Muster                                | Boris Becker                                 | 4:6, 5:7, 6:1, 7:6(6), 6:0                   |
| 1994 | Andrij Medwediew                             | Sergi Bruguera                               | 7:5, 6:1, 6:3                                |
| 1993 | Sergi Bruguera                               | Cédric Pioline                               | 7:6(2), 6:0                                  |
| 1992 | Thomas Muster                                | Aaron Krickstein                             | 6:3, 6:1, 6:3                                |
| 1991 | Sergi Bruguera                               | Boris Becker                                 | 5:7, 6:4, 7:6(6), 7:6(4)                     |
| 1990 | Andriej Czesnokow                            | Thomas Muster                                | 7:5, 6:3, 6:3                                |
| 1989 | Alberto Mancini                              | Boris Becker                                 | 7:5, 2:6, 7:6, 7:5                           |
| 1988 | Ivan Lendl                                   | Martín Jaite                                 | 5:7, 6:4, 7:5, 6:3                           |
| 1987 | Mats Wilander                                | Jimmy Arias                                  | 4:6, 7:5, 6:1, 6:3                           |
| 1986 | Joakim Nyström                               | Yannick Noah                                 | 6:3, 6:2                                     |
| 1985 | Ivan Lendl                                   | Mats Wilander                                | 6:1, 6:3, 4:6, 6:4                           |
| 1984 | Henrik Sundström                             | Mats Wilander                                | 6:3, 7:5, 6:2                                |
| 1983 | Mats Wilander                                | Mel Purcell                                  | 6:1, 6:2, 6:3                                |
| 1982 | Guillermo Vilas                              | Ivan Lendl                                   | 6:1, 7:6, 6:3                                |
| 1981 | Jimmy Connors                                | Guillermo Vilas                              | 5:5 krecz                                    |
| 1980 | Björn Borg                                   | Guillermo Vilas                              | 6:1, 6:0, 6:2                                |
| 1979 | Björn Borg                                   | Vitas Gerulaitis                             | 6:2, 6:1, 6:3                                |
| 1978 | Raúl Ramírez                                 | Tomáš Šmíd                                   | 6:3, 6:3, 6:4                                |
| 1977 | Björn Borg                                   | Corrado Barazzutti                           | 6:3, 7:5, 6:0                                |
| 1976 | Guillermo Vilas                              | Wojciech Fibak                               | 6:1, 6:1, 6:4                                |
| 1975 | Manuel Orantes                               | Bob Hewitt                                   | 6:2, 6:4                                     |
| 1974 | Andrew Pattison                              | Ilie Năstase                                 | 5:7, 6:3, 6:4                                |
| 1973 | Ilie Năstase                                 | Björn Borg                                   | 6:4, 6:1, 6:2                                |
| 1972 | Ilie Năstase                                 | František Pála                               | 6:1, 6:0, 6:3                                |
| 1971 | Ilie Năstase                                 | Tom Okker                                    | 3:6, 8:6, 6:1, 6:1                           |
| 1970 | Željko Franulović                            | Manuel Orantes                               | 6:4, 6:3, 6:3                                |
| 1969 | Tom Okker                                    | John Newcombe                                | 8:10, 6:1, 7:5, 6:3                          |

### Gra podwójna
| Rok  | Zwycięzcy                                    | Finaliści                                    | Wynik                                        |
| 2025 | Romain Arneodo Manuel Guinard                | Julian Cash Lloyd Glasspool                  | 1:6, 7:6(8), 10–8                            |
| 2024 | Sander Gillé Joran Vliegen                   | Marcelo Melo Alexander Zverev                | 5:7, 6:3, 10–5                               |
| 2023 | Ivan Dodig Austin Krajicek                   | Romain Arneodo Tristan-Samuel Weissborn      | 6:0, 4:6, 14–12                              |
| 2022 | Rajeev Ram Joe Salisbury                     | Juan Sebastián Cabal Robert Farah            | 6:4, 3:6, 10–7                               |
| 2021 | Nikola Mektić Mate Pavić                     | Daniel Evans Neal Skupski                    | 6:3, 4:6, 10–7                               |
| 2020 | Turniej anulowano z powodu pandemii COVID-19 | Turniej anulowano z powodu pandemii COVID-19 | Turniej anulowano z powodu pandemii COVID-19 |
| 2019 | Nikola Mektić Franko Škugor                  | Robin Haase Wesley Koolhof                   | 6:7(3), 7:6(3), 11–9                         |
| 2018 | Bob Bryan Mike Bryan                         | Oliver Marach Mate Pavić                     | 7:6(5), 6:3                                  |
| 2017 | Rohan Bopanna Pablo Cuevas                   | Feliciano López Marc López                   | 6:3, 3:6, 10–4                               |
| 2016 | Pierre-Hugues Herbert Nicolas Mahut          | Jamie Murray Bruno Soares                    | 4:6, 6:0, 10–6                               |
| 2015 | Bob Bryan Mike Bryan                         | Simone Bolelli Fabio Fognini                 | 7:6(3), 6:1                                  |
| 2014 | Bob Bryan Mike Bryan                         | Ivan Dodig Marcelo Melo                      | 6:3, 3:6, 10–8                               |
| 2013 | Julien Benneteau Nenad Zimonjić              | Bob Bryan Mike Bryan                         | 4:6, 7:6(4), 14–12                           |
| 2012 | Bob Bryan Mike Bryan                         | Maks Mirny Daniel Nestor                     | 6:2, 6:3                                     |
| 2011 | Bob Bryan Mike Bryan                         | Juan Ignacio Chela Bruno Soares              | 6:3, 6:2                                     |
| 2010 | Daniel Nestor Nenad Zimonjić                 | Mahesh Bhupathi Maks Mirny                   | 6:3, 2:0 krecz                               |
| 2009 | Daniel Nestor Nenad Zimonjić                 | Bob Bryan Mike Bryan                         | 6:4, 6:1                                     |
| 2008 | Rafael Nadal Tommy Robredo                   | Mahesh Bhupathi Mark Knowles                 | 6:3, 6:3                                     |
| 2007 | Bob Bryan Mike Bryan                         | Julien Benneteau Richard Gasquet             | 6:2, 6:1                                     |
| 2006 | Jonas Björkman Maks Mirny                    | Fabrice Santoro Nenad Zimonjić               | 6:2, 7:6(2)                                  |
| 2005 | Leander Paes Nenad Zimonjić                  | Bob Bryan Mike Bryan                         | walkower                                     |
| 2004 | Tim Henman Nenad Zimonjić                    | Gastón Etlis Martín Rodríguez                | 7:5, 6:2                                     |
| 2003 | Mahesh Bhupathi Maks Mirny                   | Michaël Llodra Fabrice Santoro               | 6:4, 3:6, 7:6(6)                             |
| 2002 | Jonas Björkman Todd Woodbridge               | Paul Haarhuis Jewgienij Kafielnikow          | 6:3, 3:6, 10–7                               |
| 2001 | Jonas Björkman Todd Woodbridge               | Joshua Eagle Andrew Florent                  | 3:6, 6:4, 6:2                                |
| 2000 | Wayne Ferreira Jewgienij Kafielnikow         | Paul Haarhuis Sandon Stolle                  | 6:3, 2:6, 6:1                                |
| 1999 | Olivier Delaître Tim Henman                  | Jiří Novák David Rikl                        | 6:2, 6:3                                     |
| 1998 | Jacco Eltingh Paul Haarhuis                  | Todd Woodbridge Mark Woodforde               | 6:4, 6:2                                     |
| 1997 | Donald Johnson Francisco Montana             | Jacco Eltingh Paul Haarhuis                  | 7:6, 2:6, 7:6                                |
| 1996 | Ellis Ferreira Jan Siemerink                 | Jonas Björkman Nicklas Kulti                 | 2:6, 6:3, 6:2                                |
| 1995 | Jacco Eltingh Paul Haarhuis                  | Luis Lobo Javier Sánchez                     | 6:3, 6:4                                     |
| 1994 | Nicklas Kulti Magnus Larsson                 | Jewgienij Kafielnikow Daniel Vacek           | 3:6, 7:6, 6:4                                |
| 1993 | Stefan Edberg Petr Korda                     | Paul Haarhuis Mark Koevermans                | 3:6, 6:2, 7:6                                |
| 1992 | Boris Becker Michael Stich                   | Petr Korda Karel Nováček                     | 6:4, 6:4                                     |
| 1991 | Luke Jensen Laurie Warder                    | Paul Haarhuis Mark Koevermans                | 5:7, 7:6, 6:4                                |
| 1990 | Petr Korda Tomáš Šmíd                        | Andrés Gómez Javier Sánchez                  | 6:4, 7:6                                     |